# کتابخانه عمومی آمستردام
کتابخانه عمومی آمستردام (به هلندی: Openbare Bibliotheek Amsterdam) یک نام جمعی برای همه کتابخانه‌های عمومی آمستردام، هلند است. نخستین کتابخانه در سال ۱۹۱۹ میلادی (۱۲۹۸ خورشیدی) در کایزرسخراخت تأسیس شد. از سال ۲۰۰۷ میلادی (۱۳۸۶ خورشیدی)، ۲۸ کتابخانه عمومی و ۴۳ ایستگاه مطالعه، از جمله در بیمارستان‌ها وجود دارد. در سال ۲۰۰۵ میلادی (۱۳۸۴خورشیدی)، ابا (مخفف)۱٫۷ میلیون نسخه کتاب و ۱۶۵۰۰۰ نفر عضو داشت و ۵ میلیون نسخه کتاب امانت داد.

## کتابخانه مرکزی

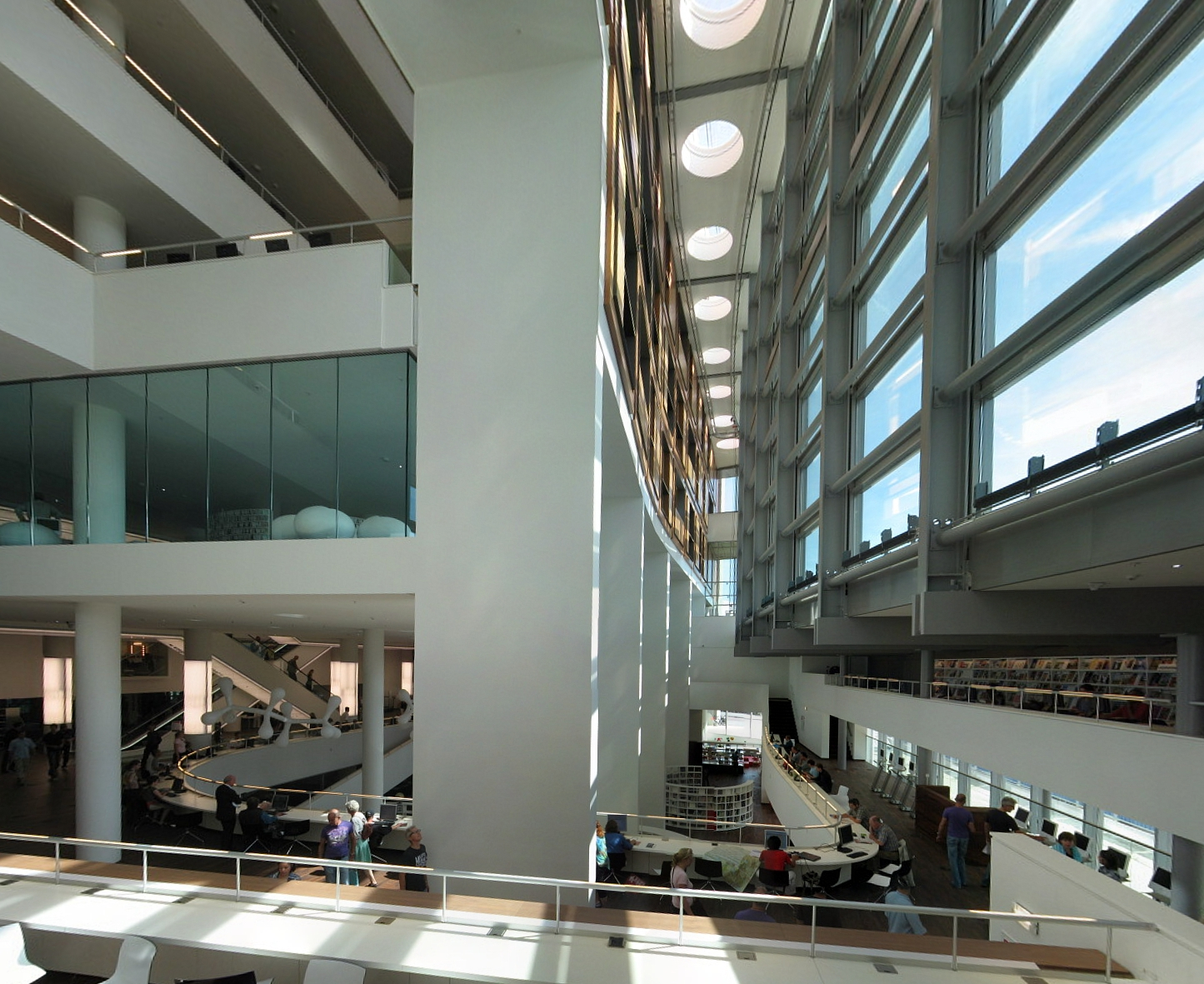
داخل کتابخانه مرکزی

کتابخانه هیئت امنایی آمستردام یک نام جمعی برای همه کتابخانه‌های عمومی آمستردام، هلند است. نخستین کتابخانه در سال ۱۹۱۹ میلادی (۱۲۹۸ خورشیدی) در کیزرسگراچت تأسیس شد. از سال ۲۰۰۷ میلادی (۱۳۸۶ خورشیدی)، ۲۸ کتابخانه عمومی و ۴۳ ایستگاه مطالعه، از جمله در بیمارستان‌ها وجود دارد. در سال ۲۰۰۵ میلادی (۱۳۸۴خورشیدی) ابا (نام مخفف) ۱٫۷ میلیون نسخه کتاب و ۱۶۵۰۰۰ نفر عضو داشت و ۵ میلیون نسخه کتاب امانت داد. بزرگترین کتابخانه عمومی این مجموعه، کتابخانه مرکزی در سال ۱۹۷۷ میلادی (۱۳۵۵ خورشیدی) به پرینسنخراخت انتقال یافت و ۳۰ سال بعد در ۷ ژولای ۲۰۰۷ میلادی (۰۷۰۷۰۷) (۱۶ تیر ۱۳۸۶ خورشیدی) به اوستردوکسایلاند، در سمت شرقی ایستگاه مرکزی آمستردام انتقال یافت. مجتع داری یک طبقه همکف به مساحت ۲۸۵۰۰ متر مربع و شامل ۱۰ طبقه، ۱۲۰۰ صندلی، که ۶۰۰ صندلی به دستگاه رایانه متصل به اینترنت و ۲۰۰ کارمند است. همچنین دارای سالن کنفرانس، سالن برگزاری نمایشگاه، موزه کتابخانه، موزه خرارد روه (نویسنده هلندی) و ۲۰۰ جای پارک دوچرخه است. در طبقه هفتم رستوران سلف سرویس زنجیره‌ای وی &دی لاپلاس با ترانس رو به جنوب وجود دارد.

## طراحی ساختمان
هزینه این پروژه €۸۰ میلیون یورو است. ساختمان بوسیله جو کانن (معمار معروف هلندی) طراحی گردید، برای طراحی روشنایی ساختمان، برای خلق چشم‌اندازی با چندین بخش، شرکت انگلیسی اراپ (ARAP) انتخاب شد و یک سیستم برای توزیع هوای تازه که از طریق هوای سرد بیرون ساختمان را خنک می‌کند.

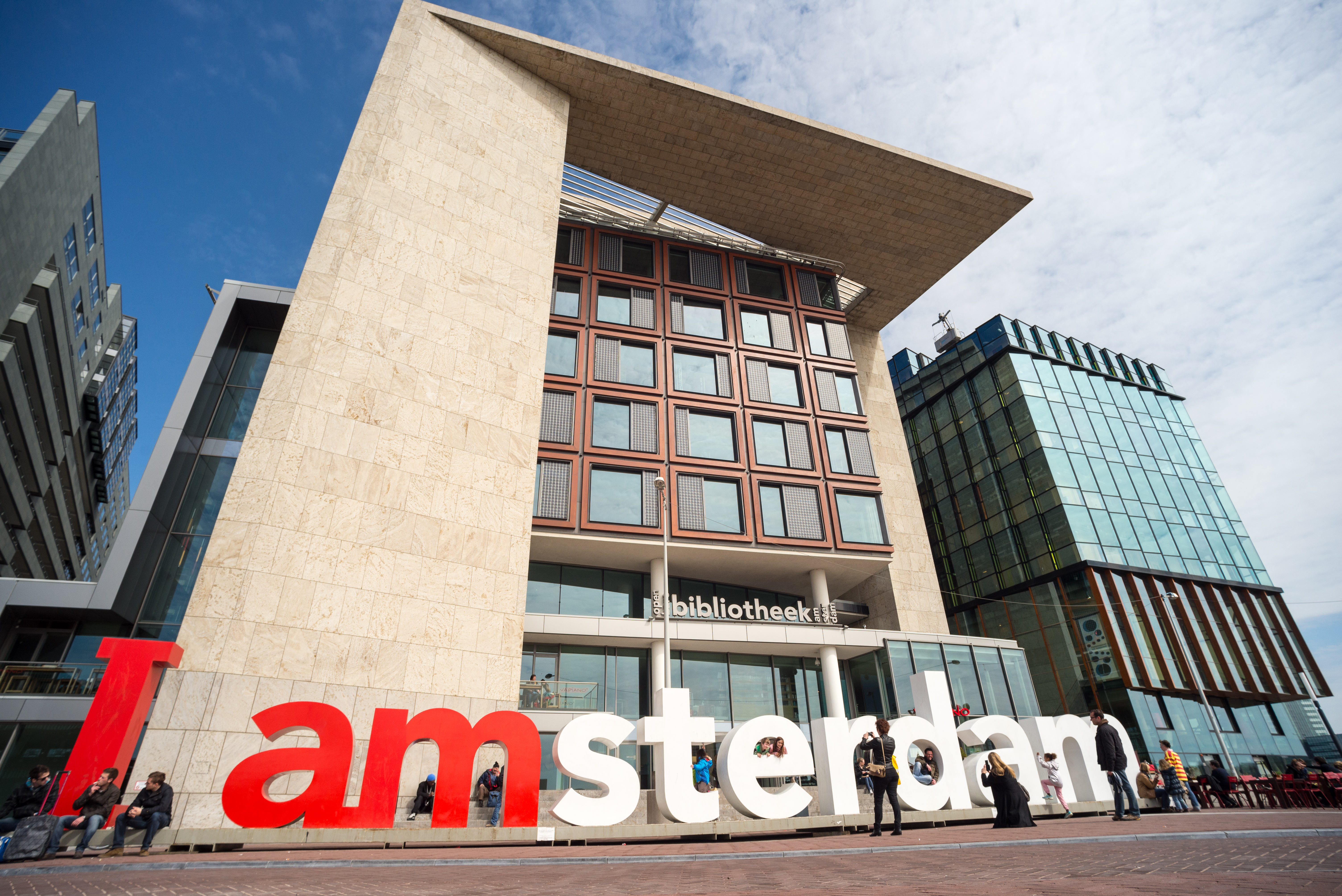
کتابخانه عمومی آمستردام

## خدمات و سایرنکات جالب توجه

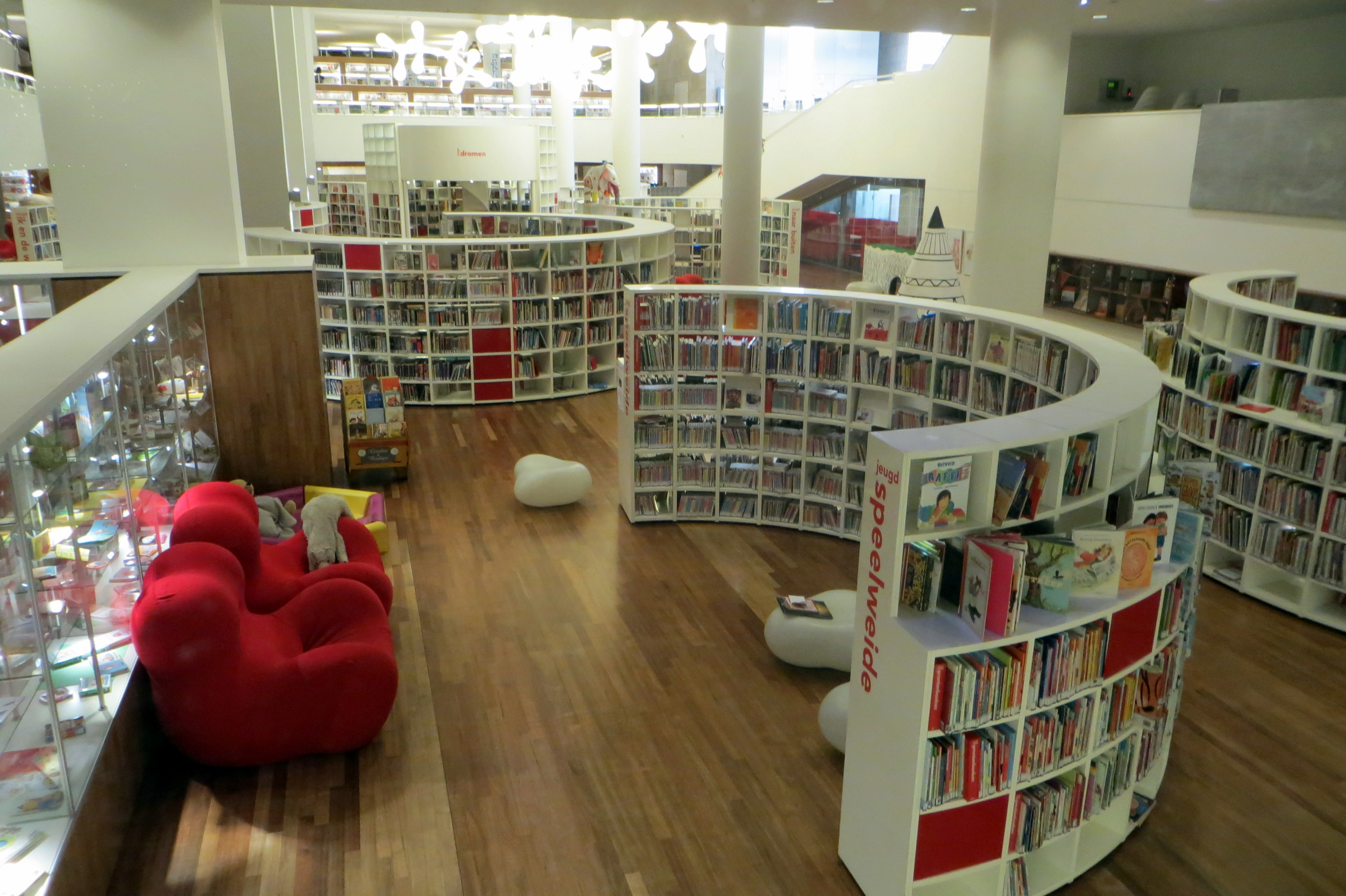

کتابخانه مرکزی ۷ روز هفته از ساعت ۱۰ صبح تا ۱۰ شب باز است، و امانت و بازگشت کتاب به‌طور کامل خودکار می‌باشد. نه تنها ابا طیف وسیعی ازامکانات چاپ و کپی کردن راارائه می‌دهد، بلکه دارای ویژگی‌های برجسته‌ای همچون دو ایستگاه رادیویی نیز است. Amsterdam-FM واقع در طبقه اول و OBA Live در طبقه چهارم است. هر دو ایستگاه رادیویی به صورت زنده پخش می‌شوند و برای عموم قابل تماشا است.
شهر موش‌های معروف ساخته شده توسط کارینا چاپمن در بخش جوانان نگه‌داری می‌شود. خانه عروسکی جادوئی موش‌ها، دست‌ساز است. این خانه موش‌ها، یا عمارت موش دکور ماجراهای دو موش به نام‌های سم و جولیا است.
کتابخانه دارای بخش نمایشگاهی است که در آن نمایشگاه‌های با ویژگی‌های مرتبط با طراحی، هنر و/یا کتاب برگزار می‌شود. نمایشگاه‌ها برای عموم به صورت رایگان باز است.

## بهترین کتابخانه هلند
اوبا در سال ۲۰۱۲ به عنوان بهترین کتابخانه هلند انتخاب شد.